# Mark Fotheringham
Mark McKay Fotheringham (Dundee, Escocia, 22 de octubre de 1983) es un exjugador y entrenador de fútbol escocés. Actualmente está libre.

## Carrera como jugador
Fotheringham jugó tres veces para el Celtic. En el momento de su debut, era el jugador más joven en jugar en el primer equipo del Celtic. En 2003, se mudó a uno de los clubes de su ciudad natal, Dundee. Después de dos años con los Dark Blues, haciendo 59 apariciones y marcando cuatro goles en todas las competiciones, Fotheringham se mudó a Alemania con el SC Friburgo, donde jugó durante una temporada. Después de una prueba fallida con el Leeds United, Fotheringham se trasladó al FC Aarau de la Superliga de Suiza en 2006, pero se fue a mitad de la temporada.

### Norwich City
Fotheringham comenzó a entrenar con Rangers en enero de 2007 en un intento por ganar un contrato. Sin embargo, decidió unirse al Norwich City el 31 de enero hasta el final de la temporada, con la opción de una extensión de su contrato por una temporada, que se hizo efectiva, manteniéndolo en Norwich hasta el final del verano de 2008. Hizo su debut con el Norwich el 3 de febrero de 2007 en Carrow Road contra el Leeds United.
La temporada 2007-08 comenzó bien para el Fotheringham, ya que anotó su primer gol para el club en la victoria por 5–2 de la Copa de la Liga sobre el Barnet. Sin embargo, el 18 de agosto de 2007, sufrió una lesión en los ligamentos del tobillo en un partido contra el Southampton que lo mantuvo fuera de acción durante más de dos meses. Fotheringham regresó al lado de Norwich bajo el nuevo entrenador de Canarias Glenn Roeder y durante un tiempo se convirtió en un elemento permanente en el equipo. Para el partido en casa de Norwich con el Plymouth Argyle el 4 de diciembre de 2007, Fotheringham fue nombrado capitán de Norwich en ausencia de Jason Shackell y posteriormente se le asignó el puesto de forma permanente.
El 23 de mayo de 2008, Fotheringham acordó un nuevo contrato de un año para quedarse en Norwich durante la temporada 2008-09.

### Después de Norwich
Después de hacerse con un traspaso en enero de 2010 al Anorthosis Famagusta, Fotheringham firmó un contrato a corto plazo con el club de su ciudad natal Dundee United, por los tres meses antes de su traslado a Chipre. En enero de 2010, Mark Fotheringham firmó un contrato con el club chipriota. Al final de la temporada 2010-11, el entrenador Stanimir Stoilov lo dejó fuera del entrenamiento de pretemporada al prohibirle ingresar a las instalaciones del club.
Habiéndose unido al Sheffield United a prueba, Fotheringham fichó por el Livingston en octubre de 2011. Fotheringham anotó en una victoria por 2-0 sobre Queen of the South el 29 de octubre de 2011 y otro contra Falkirk en una derrota por 4-3. Luego, el 30 de diciembre de 2011, a Fotheringham se le amplió el contrato de Livingston por 28 días. Tuvo una breve prueba en el Wolverhampton Wanderers en enero de 2012, pero no se le ofreció un contrato.
El 7 de marzo de 2012, Fotheringham se reincorporó al Dundee. El 30 de abril de 2012, se anunció que no se renovaría su contrato.
En el verano de 2012, Fotheringham entrenó con los clubes alemanes 1899 Hoffenheim y VfL Wolfsburgo. No obstante, fichó por el club escocés Ross County en septiembre de 2012. Después de hacer trece apariciones, Fotheringham dejó el condado de Ross para unirse al equipo suizo Lucerna. El 23 de julio de 2013, Fotheringham fichó por el equipo de la League One Notts County tras una prueba exitosa. El escocés jugó 34 partidos antes de fichar por el Fulham en agosto de 2014, uniéndose a un equipo que recientemente había sido relegado al Championship después de 13 temporadas en la Premier League.
Fotheringham jugó solo tres partidos competitivos antes de ser liberado por Fulham a fines de enero de 2015. Después de casi un año sin club, se reincorporó a su antiguo club Livingston en enero de 2016. Se retiró al final de la temporada.

## Carrera como entrenador
Tomas Oral, entrenador del equipo alemán Karlsruher SC, conocía a Fotheringham de su tiempo como asistente de Felix Magath en el Fulham. Lo convenció para que se uniera a él en Karlsruhe y, después de unos días como invitado, fichó como segundo entrenador el 1 de julio de 2016.
Fotheringham fue nombrado jugador-director asistente del club Cowdenbeath en 2017. Dejó Cowdenbeath en 2019 y regresó a Alemania, nuevamente como entrenador asistente de Oral en el club alemán FC Ingolstadt. Ingolstadt fue relegado a 3.ª división, Oral y Fotheringham dejaron el club. En marzo siguiente, Ingolstadt estaba fuera de los lugares de promoción, se hicieron cargo nuevamente. Ingolstadt logró el ascenso al segundo nivel, Oral y Fotheringham se fueron después. En marzo de 2022 se convirtió en entrenador asistente de Magath en el Hertha BSC.
El 28 de septiembre de 2022, Fotheringham fue nombrado entrenador del Huddersfield Town con un contrato hasta junio de 2025.

## Clubes

### Como jugador
| Club                 | País       | Año       |
| -------------------- | ---------- | --------- |
| Celtic               | Escocia    | 1999-2003 |
| Dundee               | Escocia    | 2003-2005 |
| SC Friburgo          | Alemania   | 2005-2006 |
| FC Aarau             | Suiza      | 2006-2007 |
| Norwich City         | Inglaterra | 2007-2009 |
| Dundee United        | Escocia    | 2009      |
| Anorthosis Famagusta | Chipre     | 2010-2011 |
| Livingston           | Escocia    | 2011-2012 |
| Dundee               | Escocia    | 2012      |
| Ross County          | Escocia    | 2012-2013 |
| Notts County         | Inglaterra | 2013-2014 |
| Fulham               | Inglaterra | 2014-2015 |
| Livingston           | Escocia    | 2016      |

### Como entrenador
| Club              | País       | Año       |
| ----------------- | ---------- | --------- |
| Huddersfield Town | Inglaterra | 2022-2023 |